# 211
Évszázadok: 2. század – 3. század – 4. század
Évtizedek: 160-as évek – 170-es évek – 180-as évek – 190-es évek – 200-as évek – 210-es évek – 220-as évek – 230-as évek – 240-es évek – 250-es évek – 260-as évek
Évek: 206 – 207 – 208 – 209 –  210 – 211 – 212 – 213 – 214 – 215 – 216

## Események

### Római Birodalom
- Hedius Lollianus Terentius Gentianust és Pomponius Bassust választják consulnak.
- Septimius Severus császár caledoniai hadjáratán megbetegszik, visszavonul Eboracumba és február 4-én meghal. A szenátus hamarosan istenné nyilvánítja. Végakarata értelmében fiai, a 23 éves Caracalla és a 22 éves Geta társuralkodóként foglalják el a trónt. Békét kötnek a caledoniai törzsekkel és visszavonulnak a Hadrianus-fal mögé.
- A két császár folyamatosan vitázik, viszonyuk egyre feszültebbé válik, csak anyjuk, Iulia Domna képes fenntartani köztük a békét. Állítólag az is felmerül, hogy kettéosztják a birodalmat. Rómában teljesen elkülönülnek egymástól, tartanak a gyilkossági kísérletektől.
- December 17-én sikertelen merényletet hajtanak végre Geta ellen. December 26-án Caracalla béketárgyalást javasol anyjuknál, ahol a testőrei nélkül maradt Getát a praetoriánus gárda Caracallához hű tagjai meggyilkolják.

### Pártus Birodalom
- Az önállósodó Perszisz tartomány királya, Sápur gyanús körülmények között meghal (állítólag a mennyezetről leesett kő okozta a halálát). Utóda öccse, Ardasír (a Szászánida dinasztia alapítója).

### Kína
- Cao Cao a déli határ stabilizálása után nyugat felé terjeszkedik. A Tung-szorosi csatában legyőzi a kuanhszi koalícióba tömörült kisebb hadurakat.

## Születések
- Sze-ma Csao, kínai hadvezér és politikus

## Halálozások
- február 4. – Septimius Severus római császár (* 146)
- december 26. – Geta római császár (* 189)
- Fulvia Plautilla, Caracalla felesége
- Szerápión, antiochiai pátriárka

## Fordítás
- Ez a szócikk részben vagy egészben  a(z)   211 című angol Wikipédia-szócikk ezen változatának fordításán alapul.  Az eredeti cikk szerkesztőit annak laptörténete sorolja fel. Ez a jelzés csupán a megfogalmazás eredetét és a szerzői jogokat jelzi, nem szolgál a cikkben szereplő információk forrásmegjelöléseként.